# Anlhiac
Anlhiac (trong tiếng Occitan Anlhac) là một xã của Pháp, nằm ở tỉnh Dordogne trong vùng Aquitaine của Pháp. Xã này có diện tích 11,86 km2, dân số năm 2005 là 281 người. Xã nằm ở khu vực có độ cao trung bình 236 m trên mực nước biển.

## Hành chính
| Danh sách các xã trưởng                |             |                 |                  |          |
| Giai đoạn                              | Giai đoạn   | Tên             | Đảng             | Tư cách  |
| 1977                                   | 2001        | Henri Faure     | -                | -        |
| tháng 3 năm 2001                       | đương nhiệm | Michel Roubinet | không chính thức | nông dân |
| Tất cả các dữ liệu trước đây không rõ. |             |                 |                  |          |

## Thông tin nhân khẩu
| Năm    | 1962 | 1968 | 1975 | 1982 | 1990 | 1999 | 2005 |
| ------ | ---- | ---- | ---- | ---- | ---- | ---- | ---- |
| Dân số | 374  | 347  | 303  | 330  | 269  | 300  | 281  |